# Дігтярне (Чугуївський район)
Дігтя́рне (до 2025 — Дегтярне) — село в Україні, у Вовчанській міській громаді Чугуївського району Харківської області. Населення становить 72 осіб. До 2020 орган місцевого самоврядування — Нестерянська сільська рада.

## Географія
Село Дігтярне знаходиться на кордоні з Росією, за 4 км від річки Вовча, на відстані 2 км розташовані села Кругле, Терезівка (Росія) і Савін (Росія). Крайній північний населений пункт Харківської області.

## Історія
12 червня 2020 року, відповідно до Розпорядження Кабінету Міністрів України  № 725-р «Про визначення адміністративних центрів та затвердження територій територіальних громад Харківської області», увійшло до складу Вовчанської міської громади.
19 липня 2020 року, в результаті адміністративно-територіальної реформи та ліквідації Вовчанського району, село увійшло до складу Чугуївського району.
05 червня 2025 року відповідно до Постанови Верховної Ради України № 4483-IX село Дегтярне було перейменовано на село Дігтярне. Постанова набула чинності 18 червня 2025 року.

## Відомі люди

### Народилися
- Черняк Валентин Олександрович (* 1932) — український актор. Член Національної спілки кінематографістів України.